# Alfred Holz Verlag
Der Alfred Holz Verlag war ein Kinderbuchverlag in Ost-Berlin von 1946 bis 1963.

## Geschichte
Am 28. August 1946 erhielt der Buchhändler und SED-Mitglied Alfred Holz (1904–1974) eine Lizenz zur Herausgabe von Büchern in der Verlagsgemeinschaft Jugend und Welt, zu der auch Lucie Groszer und Rudolf Zech gehörten. Seit dem 23. Februar 1947 hatte er eine Einzellizenz für den Alfred Holz Verlag. Dessen Sitz war in Berlin-Mitte in der Lindenstraße 59.
Der Verlag gab Kinderbücher, vor allem Märchen, Tiergeschichten und Abenteuergeschichten, von deutschen und ausländischen Autoren, häufig aus östlichen Ländern heraus. Mindestens eines von ihnen wurde in den 1950er Jahren jeweils zu den schönsten Büchern des Jahres in der DDR gewählt. Der größte Verkaufserfolg wurde Peter und der Wolf von Sergej Prokofjew (1958), von dem es Lizenzausgaben in München und anderen Ländern gab.
Der Alfred Holz Verlag geriet bald in wirtschaftliche Schwierigkeiten, da die zugeteilten Papiermengen zu gering für eine kostendeckende Produktion waren. Alfred Holz lehnte zunächst das Angebot ab, sich einem anderen Verlag anzuschließen und strebte eine Umwandlung in einen volkseigenen Betrieb an. Nach einer gesundheitlichen Schwächung im Jahr 1961 stimmte er einer Eingliederung in den Kinderbuchverlag Berlin zu. Zu dieser Zeit beschäftigte er in der Oranienburger Straße 28 bis zu 20 Mitarbeiter.
Seit 1963 gehörte der Alfred Holz Verlag zum Kinderbuchverlag. Die Bücher erschienen weiter unter der Leitung von Alfred Holz mit dem alten Namen. 1974 wurden nach seinem Tod die Bezeichnung in Edition Holz im Kinderbuchverlag umgewandelt.

## Illustratoren des Verlags (unvollständig)
Hans Baltzer, Hans-Joachim Behrendt, Eberhard Binder, Hildegard Gerbeth, HAP Grieshaber, Josef Hegenbarth, Bert Heller, Karl Georg Hirsch, Werner Klemke, Jiri Krásl (1928–2004), Wladimir Wassiljewitsch Lebedew, Klaus Magnus, Heinz Rammelt, Heinz Rodewald, Konrad Schönfeld, Heiri Strub, Jan Marcin Szancer (1902–1973), Herbert Thiele (1905–1973), Ursula Wendorff-Weidt, Jozef Wilkon, Friedrich Pruss von Zglinicki und Reiner Zieger.